# Copernicus (gwiazda)
Copernicus (55 Cancri) – gwiazda w gwiazdozbiorze Raka, znajdująca się w odległości 41 lat świetlnych od Słońca. Gwiazda ma złożony układ planetarny.

## Nazwa
Nazwa własna gwiazdy, Copernicus, nie jest nazwą tradycyjną, lecz została wyłoniona w publicznym konkursie w 2015 roku. Upamiętnia ona Mikołaja Kopernika, astronoma który zrewolucjonizował poglądy na temat budowy naszego układu planetarnego i kosmosu jako całości. Nazwę tę, jak również nazwy planet, zaproponowali członkowie Królewskiego Niderlandzkiego Stowarzyszenia Meteorologii i Astronomii (niderl. Koninklijke Nederlandse Vereniging voor Weer- en Sterrenkunde) z Holandii. Nazwy pochodzą od nazwisk europejskich astronomów i optyków związanych z historią obserwacji teleskopowych.

## Charakterystyka obserwacyjna
Układ 55 Cancri znajduje się dość blisko Układu Słonecznego – według pomiarów dokonanych przez satelitę astrometrycznego Hipparcos, 55 Cancri A ma paralaksę 0,081 sekundy kątowej, co odpowiada odległości 12,3 parseka. Precyzyjniejsze pomiary sondy Gaia z 2018 roku wskazały trochę mniejszą wartość paralaksy, 0,079″, odpowiadającą odległości 12,6 pc.
55 Cancri A (Copernicus) jest gwiazdą o wielkości 5,95m, jest zatem widoczna przez lornetkę, a także okiem nieuzbrojonym w nocy przy bardzo dobrej pogodzie. Czerwony karzeł 55 Cancri B jest 13 wielkości, jest więc widoczny jedynie za pomocą teleskopu.

## Charakterystyka fizyczna
Jest to gwiazda podwójna. Jaśniejszy składnik 55 Cancri A to pomarańczowy karzeł lub już podolbrzym, należący do typu widmowego K0. Ma ona temperaturę około 5200 K, a jej jasność to 58% jasności Słońca. Jej promień jest równy 0,94 promienia Słońca, ma ona masę 0,9 masy Słońca. Jest bogatsza od Słońca w tzw. metale (pierwiastki cięższe niż hel), ma około dwukrotnie więcej żelaza niż Słońce. Jej wiek jest oceniany na około 10 miliardów lat.
Gwiazda 55 Cancri B jest czerwonym karłem typu widmowego M4,5 V. Znajduje się na niebie w odległości kątowej 85,1″ od jaśniejszego składnika (pomiar z 2012 roku) i okrąża go w odległości co najmniej 1040 au; jeden obieg orbitalny trwa co najmniej 30 tysięcy lat.
W 1998 r. ogłoszono prawdopodobne odkrycie pierścienia pyłów wokół 55 Cancri A. Według obliczeń dysk miał mieć promień co najmniej 40 au i być nachylony pod kątem 25°. Późniejsze obserwacje, w tym w zakresie submilimetrowym, wskazują, że obserwowane źródła emisji są obiektami tła i nie potwierdzają obecności dysku wokół gwiazdy.

## Układ planetarny

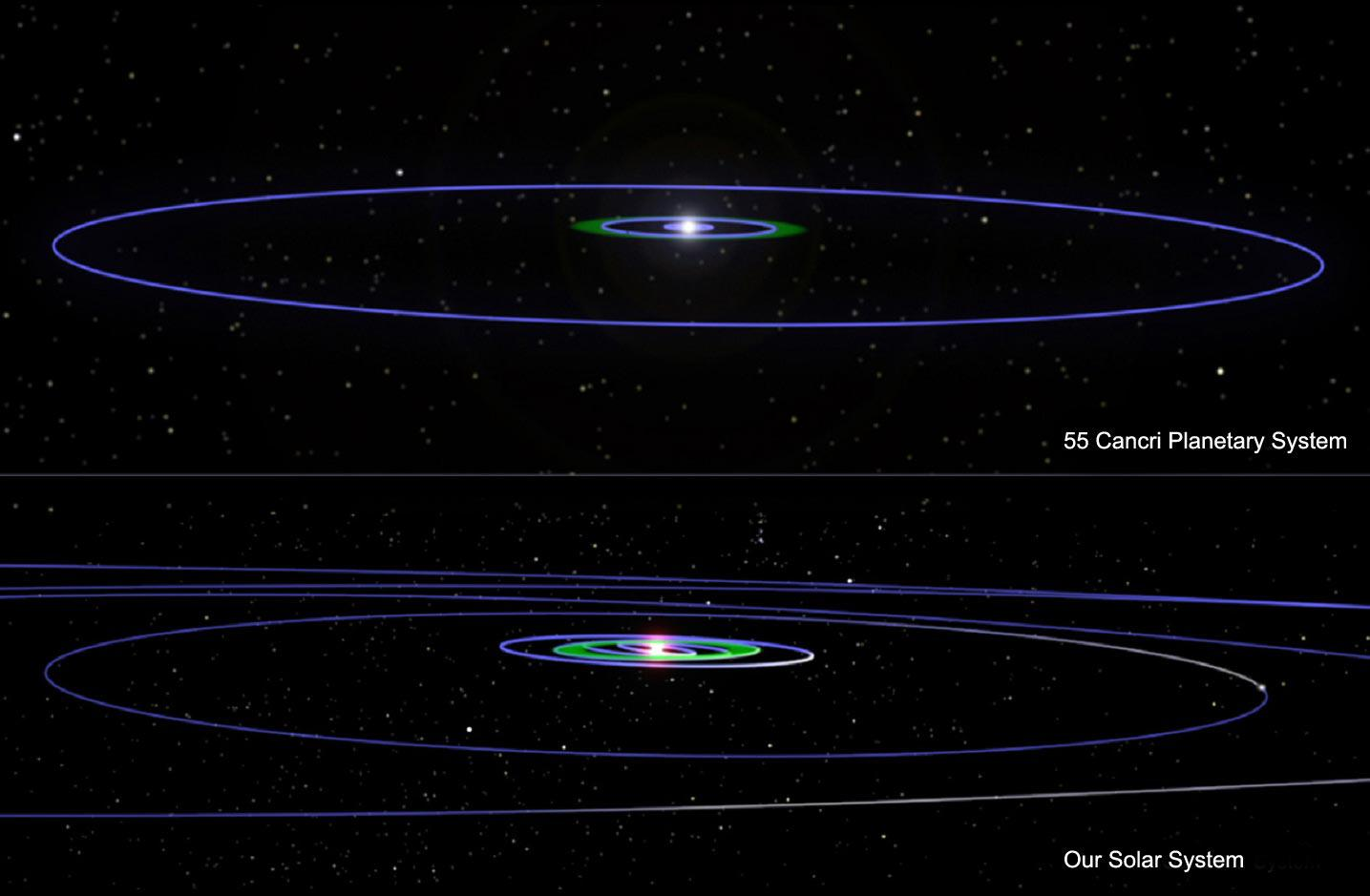
Porównanie układu 55 Cancri z Układem Słonecznym

Główną gwiazdę układu okrąża pięć znanych planet pozasłonecznych. Był to pierwszy pozasłoneczny układ planetarny, w którym odkryto tak wiele planet. Był on bardziej podobny pod względem budowy do Układu Słonecznego niż inne układy znane na początku XXI wieku. W obu systemach planety krążą po prawie kołowych orbitach, planeta–olbrzym znajduje się na dalekiej orbicie, a mniej masywne planety bliżej gwiazdy. Wszystkie znane planety układu Copernicus są jednak masywniejsze niż planety wewnętrzne Układu Słonecznego, a orbity trzech z nich przebiegają bliżej gwiazdy, niż orbita Merkurego.
W 2011 r. przy użyciu teleskopu Spitzera stwierdzono, że najbardziej wewnętrzna planeta e przechodzi przed tarczą gwiazdy, co pozwala na jej szczegółowe badania. Jej okres orbitalny (długość roku) to ok. 17 godzin 40 minut. Jest to najmniejsza planeta układu, ma średnicę dwukrotnie większą od Ziemi. Obraca się synchronicznie, stale zwrócona jedną stroną do gwiazdy. Planeta ta jest gęstsza od Ziemi, a jej natura pozostaje niewyjaśniona – proponowane były modele takie jak gorąca planeta oceaniczna, planeta węglowa złożona w dużej mierze z diamentu i wulkanicznie aktywna planeta skalista. Jednak obserwacje w podczerwieni wskazały, że najgorętszy punkt planety nie pokrywa się z najbliższym gwieździe, co oznacza, że istnieje proces przenoszący ciepło z tego punktu; obserwacje tłumaczy występowanie gęstej atmosfery, którą może tworzyć azot lub tlenek węgla.